# Nyamata
Nyamata – miasto w Rwandzie, w Prowincji Wschodniej, główne miasto dystryktu Bugesera. Nyamata w języku Kinyarwanda oznacza dosłownie „miejsce mleka”.  
W mieście od 2017 trwa budowa lotniska, którego otwarcie jest zaplanowane na 2022 rok.  

## Demografia
Według danych z 2012 roku:
| Opis                          | Ogółem | Ogółem | Kobiety | Kobiety | Mężczyźni | Mężczyźni |
| ----------------------------- | ------ | ------ | ------- | ------- | --------- | --------- |
| jednostka                     | osób   | %      | osób    | %       | osób      | %         |
| populacja                     | 34 922 | 100    | 17 397  | 49,8    | 17 525    | 50,2      |
| gęstość zaludnienia (os./km²) | 367,6  | 367,6  | 183,1   | 183,1   | 184,5     | 184,5     |

## Ludobójstwo w 1994
Ludobójstwo w Rwandzie zaczęło się w 1994. Około 10 000 Tutsi w poszukiwaniu schronienia zamknęło się w Katolickim Kościele Parafialnym w Nyamacie. Hutu wdarli się do środka, zabili wszystkich tam przebywających i ludzi z okolic. Sufit był cały czerwony od krwi i podziurawiony przez kule. W ścianach do dziś można zobaczyć wydrążone dziury, przez które były wrzucane granaty.
Miejsce Pamięci o Ludobójstwie znajduje się niedaleko kościoła, gdzie pochowane są szczątki 50 000 osób.